# 킴벌리 와이엇
킴벌리 와이엇(Kimberly Wyatt, 1982년 2월 4일 ~ )는 미국의 싱어송라이터, 댄서, 모델이며, 걸 그룹 푸시캣 돌스의 멤버이다.

## 생애
킴벌리는 미주리주의 작은도시인 웨렌스버그에서 태어났다.대학은 가까운 캔자스시티로 다녔다.